# Mopar
Mopar, förkortning av Motors and Parts, är reservdels- och servicegrenen av Chrysler LLC, en
amerikansk bilkoncern med märken som Chrysler, Jeep, Desoto, Dodge och Plymouth.
Mest uppskattade bland moparfantaster sägs vara de så kallade "muskelbilarna" som producerades 1966-1971.
Exempel på dylika bilar är Dodge Charger, Dodge Challenger, Dodge Super Bee (Dodge Coronet), Plymouth Barracuda, Plymouth Roadrunner och Plymouth Superbird.